# Joanna Walter

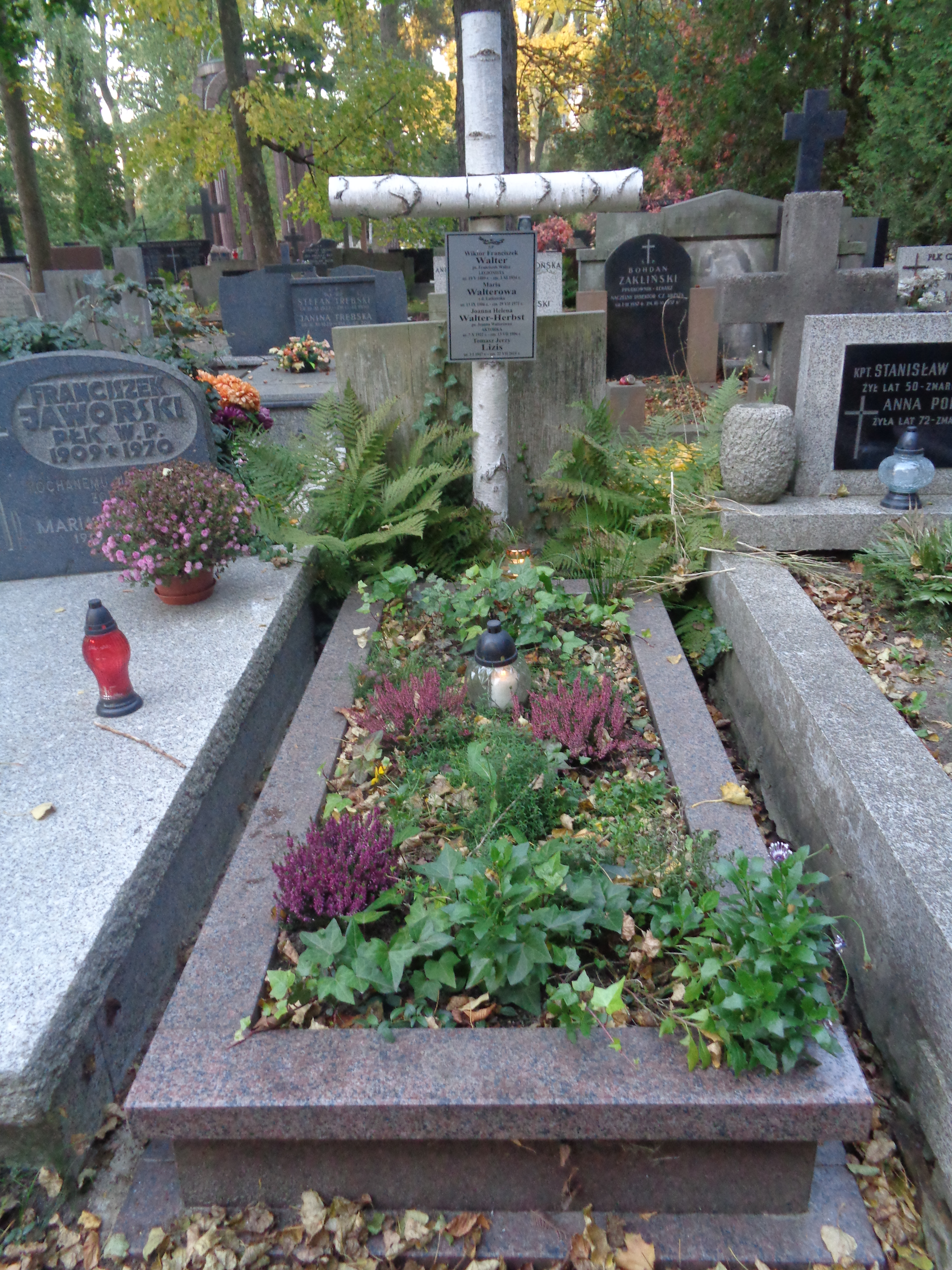
Grób Joanny Walter na Cmentarzu Wojskowym na Powązkach

Joanna Walter, znana także jako Joanna Walterówna (ur. 7 października 1922 w Warszawie, zm. 13 lipca 1996 tamże) – polska aktorka teatralna, filmowa i tłumaczka sztuk teatralnych z języka włoskiego i francuskiego. 

## Życiorys
Od urodzenia mieszkała w Warszawie. W roku 1948 ukończyła Studio Aktorskie Iwo Galla w Gdańsku, a 2 lata później (1950 r.) zdała eksternistyczny egzamin aktorski. Pracowała jako aktorka, kierownik artystyczny teatru oraz tłumaczka. W sezonie 1949/50 występowała w Teatrze Wojska Polskiego w Łodzi, w sezonie 1950/51 w Teatrze Polskim w Szczecinie. W latach 1951–1953 była aktorką warszawskiego Teatru Ateneum, w roku 1953 Teatru im. Osterwy w Lublinie, w latach 1953–1978 Teatru Narodowego w Warszawie. Zajmowała się także przekładami literatury francuskiej i włoskiej.

## Kariera sceniczna

### Początki
Zadebiutowała 13 maja 1947 r., jeszcze jako słuchaczka studia aktorskiego, na scenie trójmiejskiego Teatru Wybrzeże, w sztuce Jak wam się podoba, którego autorem jest William Shakespeare, w reżyserii Iwo Galla. Inne spektakle z udziałem Walter, to m.in.:
- 27 X 1947: Balladyna Juliusz Słowacki, reż. Iwo Gall
- 12 VI 1948: Wesele (dramat) Stanisław Wyspiański, reż. Iwo Gall – jako Kasia
- 30 X 1948: Wiśniowy sad Anton Czechow, reż. Iwo Gall – w podwójnej roli: m.in. jako Dunia
- 15 II 1949: Tu mówi Tajmyr Aleksandr Galicz i Konstanty Isajew, reż. Halina Gallowa – jako Dyżurna z 13. piętra
- 28 V 1949: Ja kocham cały naród (wieczór poetycki), reż. Halina Gallowa
- 9 VII 1949: Lato w Nohant Jarosław Iwaszkiewicz, reż. Stefan Orzechowski – jako Madelaine

### lata 50.
- 1 IV 1950: Dom otwarty[3] Michał Bałucki, reż. Leon Łuszczewski – jako Munia (Teatr im. Stefana Jaracza, Łódź)

Przez jeden sezon (od VII 1951 do VII 1952 r.) współpracowała z warszawskim Teatrem Ateneum:
- 25 VII 1951: Interwencja Lew Sławin, reż. Ludwik René – w podwójnej roli: Jeanne Barbier, Młodsza dama
- 31 XII 1951: Pociąg do Marsylii Krzysztof Gruszczyński, reż. Jerzy Ukleja – jako asystent reżysera
- 2 IV 1952: Zwycięstwo scen. i reż. Janusz Warmiński – jako Magda Skoczeń
- 19 VII 1952: Zbiegowie Halina Auderska, reż. Jerzy Ukleja – jako Nastka.

Ćwierć wieku swej dalszej kariery (od 1953 do 1978 r.) poświęciła występom, głównie na deskach warszawskiego Teatru Narodowego:
- 29 V 1953: Karykatury Jan August Kisielewski, reż. Jerzy Rakowiecki – jako Joasia
- 21 VII 1953: Sześć godzin ciemności Roman Bratny, reż. Jerzy Ukleja – jako Łosiakówna (Teatr im. Juliusza Osterwy, Lublin)
- 21 XII 1953: Kret Jerzy Lutowski, reż. Józef Wyszomirski – jako Urszula
- 26 X 1954: Człowiek z karabinem Nikołaj Pogodin, reż. Bohdan Korzeniewski – jako Katierina
- 18 II 1955: Niemcy (dramat) Leon Kruczkowski, reż. Erwin Axer – jako Fanchette
- 25 XII 1955: Huzarzy Pierre-Aristide Bréal, reż. Józef Wyszomirski – jako Cosima (Teatr Współczesny, Warszawa)
- 24 VII 1957: Muchy Jean-Paul Sartre, reż. Erwin Axer – jako Kobieta z tłumu
- 23 II 1958: Wyzwolenie (dramat) Stanisław Wyspiański, reż. Wilam Horzyca – jako Córka
- 30 IX 1958: Czarująca szewcowa Federico García Lorca, reż. Maryna Broniewska – jako Sąsiadka w stroju czarnym
- 23 X 1958: Opera za trzy grosze Bertolt Brecht, reż. Konrad Swinarski – jako Betty (Teatr Współczesny, Warszawa)
- 25 X 1958: Książę Homburg Henryk Kleist, reż. Wilam Horzyca – jako Bork
- 24 IV 1959: Lato siedemnastej lalki Ray Lawler, reż. Jerzy Gruza – jako Olly (Zespół „Scena 58”, Warszawa)
- 14 VI 1959: Lis i winogrona Figueiredo Guilherme, reż. Ewa Bonacka – jako Melita

### lata 60.
- 25 V 1960: Tatuowana róża Tennessee Williams, reż. Władysław Krasnowiecki – w podwójnej roli: Flora, Bessie
- 15 XII 1960: Żywy trup Lew Tołstoj, reż. Józef Wyszomirski – jako Duniasza
- 15 IX 1961: Niemcy (dramat) Leon Kruczkowski, reż. Józef Wyszomirski – jako Liesel
- 15 II 1962: Matka Courage i jej dzieci Bertolt Brecht, reż. Zbigniew Sawan – w podwójnej roli: Katarzyna oraz autorka przekładu songów
- 7 IV 1962: Historyja o chwalebnym Zmartwychwstaniu Pańskim Mikołaj z Wilkowiecka, reż. Kazimierz Dejmek – w potrójnej roli: Jewka, Joanna, Kaśka
- 27 II 1963: Przygoda z Vaterlandem Leon Kruczkowski, reż. Kazimierz Dejmek – jako Pani X
- 5 VI 1963: Elektra (tragedia Eurypidesa), reż. Kazimierz Dejmek – jako Jedna z chóru dziewcząt myceńskich
- 2 XI 1963: Na dnie Maksim Gorki, reż. Władysław Krasnowiecki – jako Kwasznia
- 27 III 1966: Andromaka Jean Baptiste Racine, reż. Zdzisław Dąbrowski – autorka przekładu (Teatr Rozmaitości, Wrocław)
- 20 X 1966: Wyszedł z domu Tadeusz Różewicz, reż. Wanda Laskowska – w podwójnej roli: m.in. jako pani I
- 17 I 1967: Cyrano de Bergerac (utwór dramatyczny) Edmond Rostand, reż. Jerzy Rakowiecki – opracowanie literackie, przekład (Teatr Ludowy, Warszawa)
- 18 II 1967: Biała diablica albo tragedia Pawła Giordano Orsini John Webster, reż. Jerzy Grzegorzewski – opracowanie tekstu (Teatr im. Stefana Jaracza, Łódź)
- 10 XI 1967: Cyrano de Bergerac Edmond Rostand, reż. Andrzej Makarewicz – przekład (Teatr im. Wojciecha Bogusławskiego, Kalisz)
- 25 XI 1967: Dziady (dramat) Adam Mickiewicz, reż. Kazimierz Dejmek – jako Ptak nocny
- 12 VI 1968: Cyrano de Bergerac Edmond Rostand, reż. Ryszard Smożewski – opracowanie literackie, przekład (Teatr Rozmaitości, Kraków)
- 10 I 1969: Śluby panieńskie Aleksander Fredro, reż. Władysław Krasnowiecki – jako pani Dobrójska
- 20 III 1969: Nie-Boska komedia Zygmunt Krasiński, reż. Adam Hanuszkiewicz – jako Gość weselny
- 10 V 1969: Matka Courage i jej dzieci Bertolt Brecht, reż. Mirosław Wawrzyniak – autorka przekładu songów (Teatr Dramatyczny im. Aleksandra Węgierki, Białystok)

### lata 70.
- 13 V 1971: Błękitny potwór Carlo Gozzi, reż. Giovanni Pampiglione – przekład (Teatr Polski, Wrocław)
- 10 XII 1971: Momolo Carlo Goldoni, reż. Giovanni Pampiglione – przekład (Teatr Polski, Wrocław)
- 20 IX 1973: Cyrano de Bergerac Edmond Rostand, reż. Alina Obidniak – przekład (Teatr Dolnośląski, Jelenia Góra)
- 30 VIII 1975: Pluskwa Władimir Majakowski, reż. Konrad Swinarski – w potrójnej roli: Przekupka z jabłkami, Swatka, Turystka
- 17 X 1975: Bel-Ami i jego sobowtór Luciano Codignola, reż. Giovanni Pampiglione – przekład (Teatr Powszechny, Warszawa)
- 22 XI 1975: Doktor Judym Stefan Żeromski, reż. Jan Machulski – jako pani Niewadzka (Teatr Ochoty – Ośrodek Kultury Teatralnej, Warszawa)
- 6 XII 1975: Łgarz Carlo Goldoni, reż. Giovanni Pampiglione – przekład (Tarnowski Teatr im. Ludwika Solskiego, Tarnów)

### Schyłek
- 15 II 1986: Karnawał scen. i reż. Giovanni Pampiglione – przekład (Teatr Polski, Wrocław)
- 15 VI 1986: Hanusia i mysz Pompeusz Gennaro Aceto, reż. Leszek Czarnota – przekład (Teatr Lalki i Maski „Groteska”, Kraków)
- 25 IX 1993: Król Jeleń Carlo Gozzi, reż. Wojciech Kobrzyński – przekład (Białostocki Teatr Lalek, Białystok)
- 24 X 1993: Ofiary obowiązku Eugène Ionesco, reż. Ewa Bułhak – przekład (Teatr Studio im. Stanisława Ignacego Witkiewicza, Warszawa)
- 23 XI 1994: Cyrano de Bergerac (utwór dramatyczny) Edmond Rostand, reż. Włodzimierz Bielicki – przekład (Teatr Dramatyczny im. Jerzego Szaniawskiego, Wałbrzych)
- 20 V 1995: Miłość do trzech pomarańczy Carlo Gozzi, reż. Joanna Łupinowicz – opracowanie tekstu (Teatr Lalek Guliwer, Warszawa)
- 15 X 1995: Miłość do trzech pomarańczy Carlo Gozzi, reż. Tomasz Kowalski – adaptacja (Teatr Miejski, Gdynia)
- 21 I 1996: Ptaszek Zielonopióry Carlo Gozzi, reż. Piotr Cieplak – przekład (Teatr Dramatyczny, Warszawa).

## Telewizja

### Początki
Za debiut można uznać jej występ 10 grudnia 1956 r. na scenie Teatru Telewizji, w roli głównej, w sztuce Georga Büchnera Woyzeck, w reżyserii Aleksandra Korewy.
- 5 IV 1958: Meksykanin Jack London – jako May Sethby
- 21 IV 1958: Opera za trzy grosze Bertolt Brecht, reż. Konrad Swinarski – jako Molly
- 18 VIII 1958: Okazja Phillip Johnson, reż. Jerzy Gruza – jako Carrie
- 29 IX 1958: Rajmunda Jacinto Benavente, reż. Adam Hanuszkiewicz
- 30 XII 1959: Così fan tutte Wolfgang Amadeus Mozart, reż. Bohdan Trukan

### lata 60.
- 25 I 1960: Nowy Don Kiszot, czyli Sto szaleństw[5] Aleksander Fredro, reż. Bohdan Trukan – jako Małgorzata
- 1 II 1960: Bunt aniołów Anatole France, reż. Jan Kulma
- 7 III 1960: Proces Joanny d'Arc Anna Seghers, reż. Konrad Swinarski – jako zakonnica I
- 11 IV 1960: Zawadiaka mimo woli Alberto Moravia, reż. Wanda Laskowska
- 28 VII 1960: Nie żal mi siebie Janusz Jaksa, reż. Stanisław Wohl (Teatr Sensacji "Kobra")
- 12 IX 1960: Łuczniczka Jerzy Szaniawski, reż. Olga Lipińska – jako Zośka
- 17 XI 1960: Ulica Henrietty Wanda Balicka, reż. Michał Anioł Bogusławski (Teatr Sensacji "Kobra")
- 3 IV 1961: Wszyscy jesteśmy geniuszami Robert Merle, reż. Wanda Laskowska
- 29 V 1961: Anna Karenina Lew Tołstoj, reż. Adam Hanuszkiewicz
- 29 XI 1961: Scena w czwórkę Eugène Ionesco, reż. Barbara Bormann
- 23 XII 1961: Zemsta (komedia) Aleksander Fredro, reż. Adam Hanuszkiewicz – jako Podstolina
- 7 V 1962: Homer i Orchidea Tadeusz Gajcy, reż. Wanda Laskowska
- 28 I 1963: Mandragora Niccolò Machiavelli, reż. Bohdan Trukan
- 11 III 1963: Wesele (dramat) Stanisław Wyspiański, reż. Adam Hanuszkiewicz – jako Gospodyni
- 18 XI 1963: Partita na instrument drewniany Stanisław Grochowiak, reż. Barbara Bormann
- 24 XII 1963: Syn marnotrawny Stanisław Trembecki, reż. Bohdan Trukan
- 13 IX 1965: Matka Joanna od Aniołów (opowiadanie) Jarosław Iwaszkiewicz, reż. Adam Hanuszkiewicz
- 25 XII 1965: Damy i huzary Aleksander Fredro, reż. Józef Słotwiński – jako pani Dyndalska
- 10 IV 1967: Żołnierz królowej Madagaskaru (sztuka) Julian Tuwim, reż. Wanda Laskowska – jako Garderobiana
- 4 III 1968: Eurydyka Jean Anouilh, reż. Maria Wiercińska – jako Kasjerka

### lata 70. i 80.
- 16 XI 1970: Rzecz listopadowa (Studium) Ernest Bryll, reż. Zbigniew Kuźmiński – jako żona kierownika
- 5 I 1973: Kto winien? J. Makowiecki i O. Missuna, reż. Jan Bratkowski – jako Leokadia Toporek
- 10 I 1977: Król G. Caillavet i R. Flers, reż. Edward Dziewoński – jako Inspektorowa
- 23 II 1981: Cyrano de Bergerac (utwór dramatyczny) Edmond Rostand, reż. Krzysztof Zaleski – przekład.

## Film
Debiut na ekranie kinowym miał miejsce 25 stycznia 1954 r.: Przygoda na Mariensztacie komedia obyczajowa, reż. Leonard Buczkowski – jako murarka Zosia Bonecka. Inne filmy z udziałem Walter wymieniono poniżej:
- 27 IV 1954: Celuloza film polityczny, reż. Jerzy Kawalerowicz
- 25 XII 1955: Zaczarowany rower film sportowy, reż. Silik Sternfeld – jako milicjantka kierująca ruchem na skrzyżowaniu
- 22 II 1960: Tysiąc talarów komedia obyczajowa, reż. Stanisław Wohl – jako Hania, panna młoda
- 21 III 1962: Dwaj panowie N film sensacyjny, reż. Tadeusz Chmielewski – jako sąsiadka Dziewanowicza
- 17 X 1962: Głos z tamtego świata film fabularny, reż. Stanisław Różewicz – jako rozmówczyni kwiaciarki w barze
- 8 II 1963: Między brzegami film obyczajowy, reż. Witold Lesiewicz – jako Kruszewska
- 4 III 1963: Wielka, większa i największa fantastyczny dla młodzieży, reż. Anna Sokołowska
- 13 V 1966: Pieczone gołąbki komedia obyczajowa, reż. Tadeusz Chmielewski – jako lokatorka domu zbierająca pieniądze na "trudno dostępną" część zamienną
- 25 X 1966: Cierpkie głogi film obyczajowy, reż. Janusz Weychert – jako nauczycielka, żona Palkowskiego
- 25 XII 1967: Dziadek do orzechów baśń fantastyczna, reż. Halina Bielińska – jako Antonina
- 30 I 1970: Szkice warszawskie film obyczajowy, reż. Henryk Kluba – jako Mokrzycka, kobieta z siatką jabłek (2. nowela)
- 10 IX 1976: Motylem jestem, czyli romans 40-latka komedia obyczajowa, reż. Jerzy Gruza – jako żona taksówkarza
- 16 X 1977: Polskie drogi 11-odcinkowy serial wojenny, reż. Janusz Morgenstern (odc. 1 – Misja specjalna)
- 17 IX 1978: Lalka 9-odcinkowy serial obyczajowy, reż. Ryszard Ber (odc. 5 – Widziadło).

## Utwory
- Miłość do trzech pomarańczy (premiera: 14 II 1971 – poznański Teatr Nowy)[6]

## Przebieg pracy
W trakcie swej 49-letniej kariery aktorskiej współpracowała z 24 teatrami z: Gdyni, Gdańska, Łodzi, Szczecina, Lublina, Wrocławia, Kalisza, Krakowa, Białegostoku, Jeleniej Góry, Tarnowa, Wałbrzycha i Warszawy (9).
- Teatr Wybrzeże (Gdynia-Gdańsk): 1947-1949
- Teatr im. Stefana Jaracza w Łodzi: 1949–1950, 1967
- Teatr Polski w Szczecinie: 1950–1951
- Teatr Ateneum w Warszawie: 1951–1953
- Teatr im. Juliusza Osterwy w Lublinie: 1953
- Teatr Narodowy (Warszawa): 1953-1978
- Teatr Współczesny w Warszawie: 1955, 1958
- Zespół „Scena 58” (Warszawa): 1959
- Teatr Rozmaitości (Wrocław): 1966
- Teatr Ludowy (Warszawa): 1967
- Teatr im. Wojciecha Bogusławskiego w Kaliszu: 1967
- Teatr „Bagatela” im. Tadeusza Boya-Żeleńskiego (Kraków): 1968
- Teatr Dramatyczny im. Aleksandra Węgierki w Białymstoku: 1969
- Teatr Polski we Wrocławiu: 1971, 1986
- Teatr im. Cypriana Kamila Norwida w Jeleniej Górze: 1973
- Teatr Powszechny w Warszawie: 1975
- Teatr Ochoty w Warszawie: 1975
- Teatr im. Ludwika Solskiego w Tarnowie: 1975
- Teatr „Groteska” (Kraków): 1986
- Białostocki Teatr Lalek: 1993
- Teatr Studio im. Stanisława Ignacego Witkiewicza (Warszawa): 1993
- Teatr Dramatyczny im. Jerzego Szaniawskiego w Wałbrzychu: 1994
- Teatr Guliwer w Warszawie: 1995
- Teatr Miejski im. Witolda Gombrowicza w Gdyni: 1995

## Śmierć
Aktorka zmarła w wieku niespełna 74 lat. Została pochowana na Cmentarzu Wojskowym na Powązkach (kwatera nr: A12-4-4).